# Djupvik, Umeå kommun

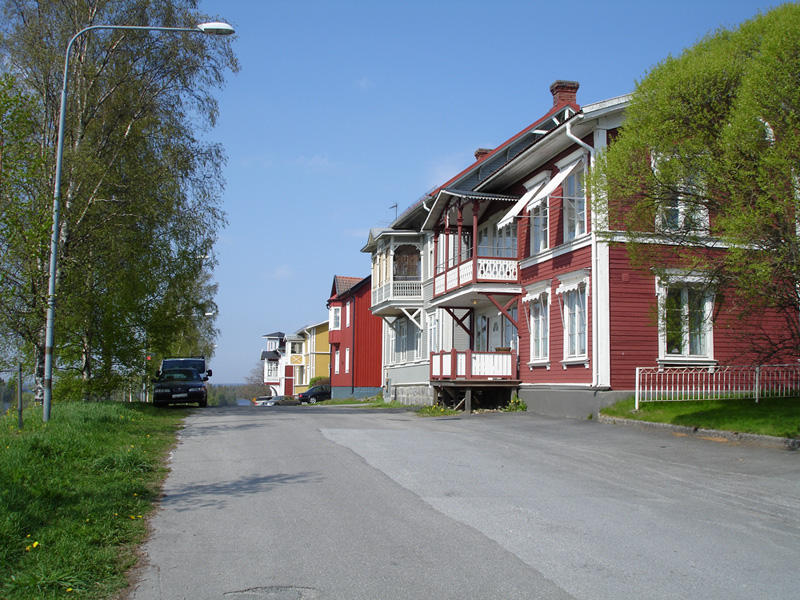
Norra delen av Gamla Storgatan i Djupvik som den ser ut 2014.

Djupvik (ibland även Djupviken) är en del av  Holmsund öster om Umeälvens mynning i Umeå kommun. Djupvik var eget municipalsamhälle 1894–1932 varefter området blev en del av Holmsunds kommun och därefter en del av Holmsunds kommundel. Djupvik är området från Obbolabron och söderut längs väg E12 till Svedbergsgatan, samt österut till Berggatan. En del av bebyggelsen består av gamla trähus. 

## Djupviks hamn kommer till

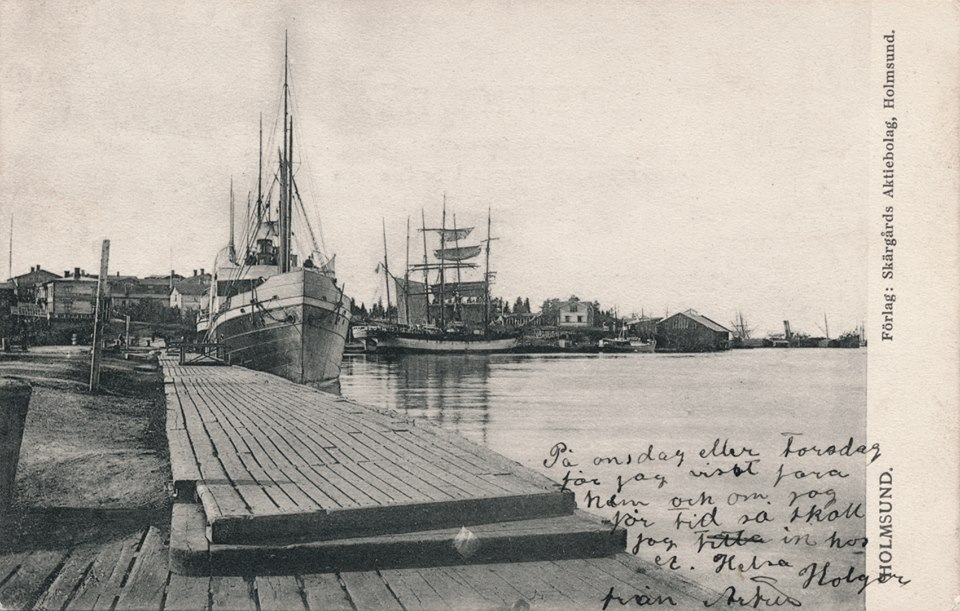
Holmsunds hamn (vykort stämplat 1908).

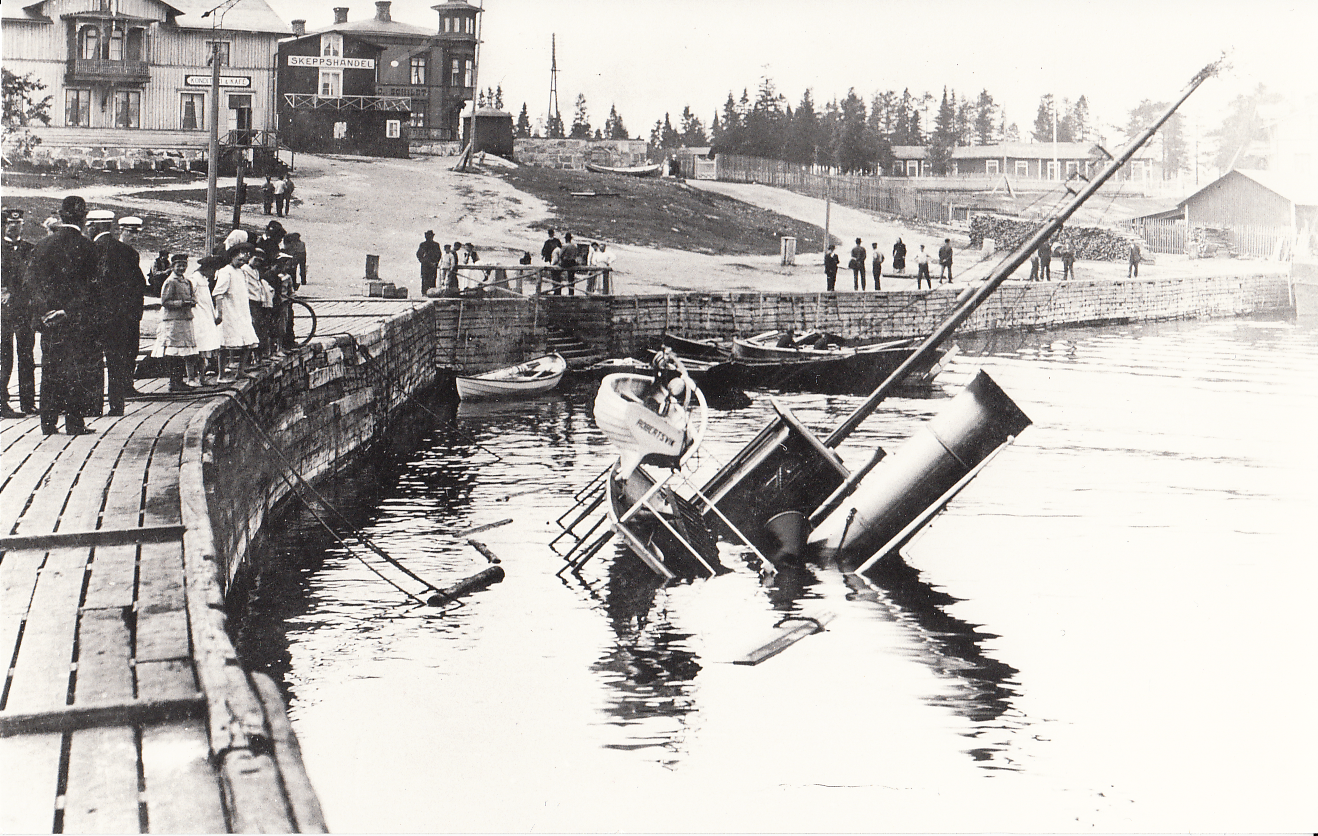
Djupvikskajen omkring år 1900 med den sjunkande ångbåten Robertsson.

Djupvik eller Djupviken finns markerad redan på kartor från 1600-talet. Det finns dock inga uppgifter om någon bebyggelse eller några anläggningar där förrän i början av 1800-talet. Farleden i Umeälven till Umeå stad började då bli så grund att större fartyg inte längre kunde använda den. När Umeå 1837 fick reguljära ångbåtsförbindelser med Stockholm kunde endast en del av båtarna gå upp till staden, och bara vid högt vattenstånd. Annars fick fartygen ankra vid Småholmssundet, men riktigt var är oklart.
Hamnområdet utvecklades när ägarna till Baggböle sågverk i slutet av 1840-talet anlade en lastageplats vid Småholmssundet och kallade den för Holmsund. Den 6 april 1857 beslöt Lövö byamän att bygga en kajanläggning strax uppströms Holmsunds lastageplats, det vill säga i Djupvik.
Hamnen och lastageplatsen följdes av en stor industrietablering alldeles norr om Djupvik, Sandviks sågverk 1860. Detta ledde till att Djupviksområdet började bebyggas och försågs med service. När laga skifte av Lövö utjord fastställdes 1872 avsattes Djupvik som en samfälld fastighet mellan Holmsunds- och Sandviksbolagens respektive områden. Den sträckte sig från kajen söderut (ungefär längs med nuvarande väg E12) till Svedbergsgatan och österut till Berggatan. Under 1870- och 1880-talet utvecklades sedan en oreglerad bebyggelse med smågårdar, filialer till stadens handelshus m.m. i Djupvik. En del gårdar hade även ladugårdar och bagarstugor.

## Bebyggelsen regleras
Den 25 juni 1888 brann både Djupvik och Holmsund. Några veckor senare samlades Lövö byastämma och beslutade att bebyggelsen i Djupvik skulle regleras. En karta upprättades av lantmätare Hampus Huldt med 90 tomter i 34 kvarter, åtskilda av långgator och tvärgator. Under åren därpå var byggnadsverksamheten febril i Djupvik och redan 1894 var 53 av de 90 tomterna bebyggda. Djupvik fick tätortskaraktär. Antalet invånare uppgick 1893 till 397 personer. Tomtinnehavarna betalade årliga tomtavgifter till Lövö byamän, som fortfarande ägde marken.

## Djupvik blir municipalsamhälle

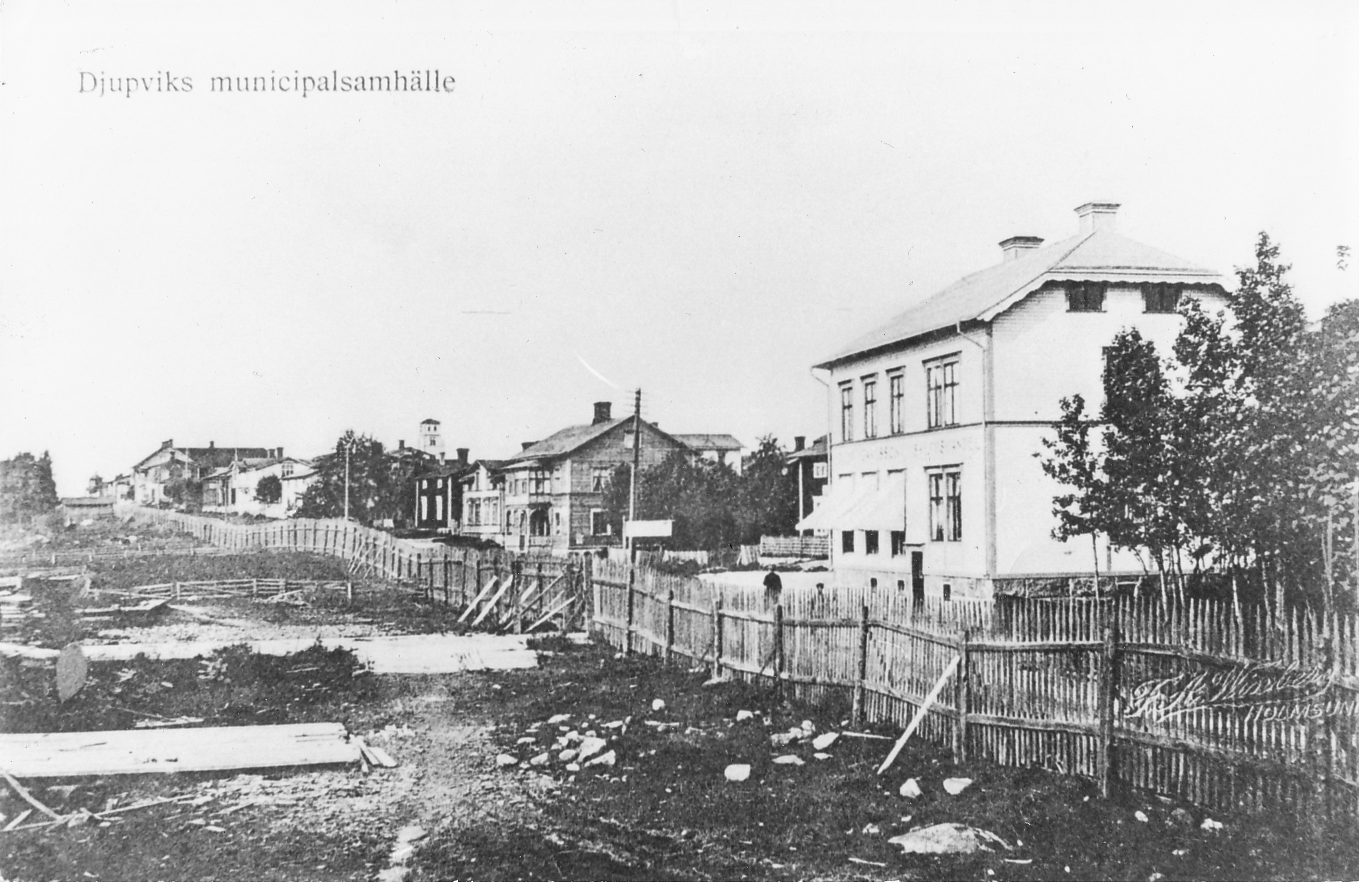
Gamla trähus längs Storgatan genom Djupviks municipalsamhälle omkring år 1900. Staketet utvisar gränsen mellan Djupvik och det område som hörde till Holmsunds AB – det egentliga Holmsund.

Den 9 februari 1894 inrättades Djupviks municipalsamhälle. Det innebar att Djupviksborna fick självbestämmande i ordnings-, byggnads-, brandskydds- och hälsovårdsfrågor. När det gällde övriga kommunala angelägenheter lydde man som tidigare under Umeå landskommun.
År 1900 antogs en ny plan för samhället. För att öka brandsäkerheten beslöt man då att göra Djupviksgatan till en bredare esplanad genom att avlägsna fem tomter åt söder, varav en redan var bebyggd. År 1924 förvärvade municipiet marken av Lövö byamän. Samma år fastställdes en ny stadsplan som bland annat innebar att Centralgatan fick sin krökta sträckning i söder. Vid det laget hade dock Djupviks hamn börjat minska i betydelse i och med att Umeå uthamn söder om Holmsund kommit till 1919.
1930 hade municipalsamhället 576 invånare.[källa behövs]

### Befolkningsutveckling
| Befolkningsutvecklingen i Djupvik 1900–1900   | Befolkningsutvecklingen i Djupvik 1900–1900 | Befolkningsutvecklingen i Djupvik 1900–1900 | Befolkningsutvecklingen i Djupvik 1900–1900 | Befolkningsutvecklingen i Djupvik 1900–1900 |
| --------------------------------------------- | ------------------------------------------- | ------------------------------------------- | ------------------------------------------- | ------------------------------------------- |
|                                               |                                             |                                             |                                             |                                             |
| År                                            |                                             |                                             | Folkmängd                                   |                                             |
| 1900                                          | 1900                                        |                                             | 751                                         | †                                           |
| † Befolkning runt ett municipalsamhälle 1900. |                                             |                                             |                                             |                                             |

## Djupvik blir en del av Holmsund

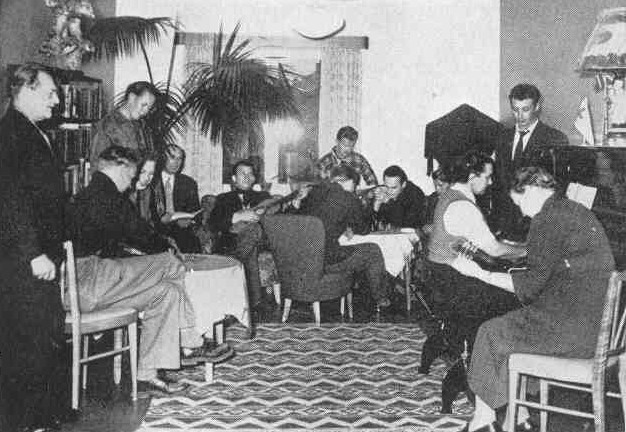
Sjömanshemmet vid Gamla Storgatan i Djupvik tillkom 1953 till följd av en donation av Ida Stenkula. Sjömanshemmet flyttade senare till andra lokaler i Umeå uthamn.

När Holmsunds municipalsamhälle bildades 1932 omfattade det bland annat Djupviks municipalsamhälle. En stadsplan upprättades och i Djupvik slogs de gamla smala kvarteren samman. Av långgatorna blev Storgatan (nuvarande Gamla Storgatan), Centralgatan, Nygatan och övre delen av Berggatan kvar, alltså desamma som finns idag.
Holmsunds municipalsamhälle uppgick 1947 i Holmsunds köping, som 1971 blev Holmsunds landskommun. Sedan 1974 är Holmsund en del av Umeå kommun.

## Bevarandevärden
Stora delen av Djupvik domineras av gamla trähus med en "frodig och rikt dekorerad träarkitektur, typisk för sekelskiftet". Den anses vara bevarandevärd och Djupvik är därför upptagen som kulturhistorisk miljö av länsintresse i den fysiska riksplaneringen. Särskilt rik är bebyggelsen längs den tidigare affärsgatan Gamla Storgatan. Flera av husen där har utsiktstorn och byggdes enligt traditionen av stuvare och skeppsmäklare som ifrån tornen höll utkik efter fartyg på väg in till hamnen.

## Källor

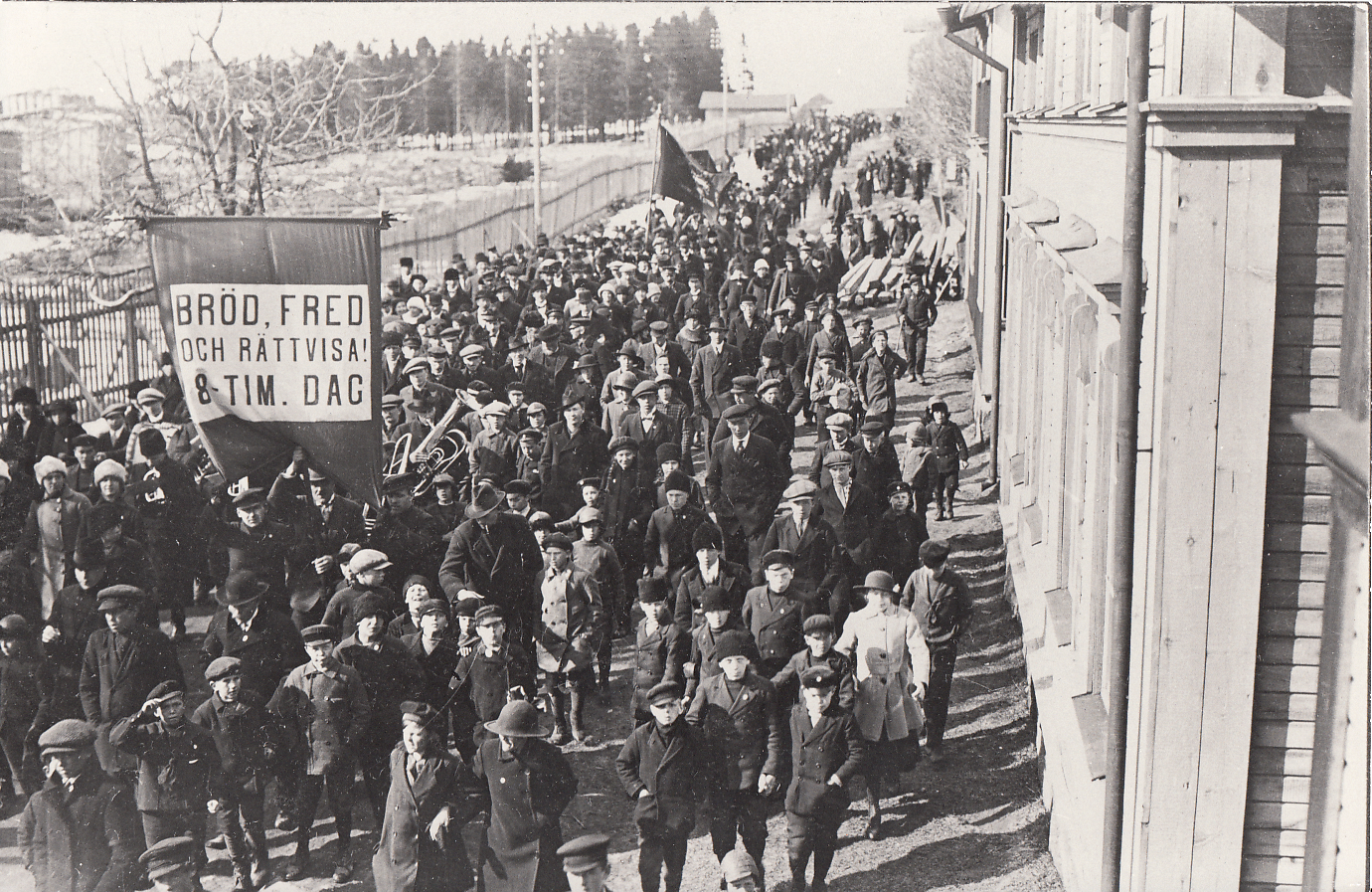
Demonstration längs Storgatan (nuvarande Gamla Storgatan) i Djupvik ca 1917. På andra sidan staketet ligger Holmsundsbolagets område.